# 诺鲁瓦
诺鲁瓦（法語：Nauroy，法語發音：[noʁwa]）是法国上法蘭西大區埃纳省的一个市镇，属于圣康坦区。

## 地理
诺鲁瓦（49°57'13"N, 3°15'18"E）面积6.27 平方千米，位于法国上法蘭西大區埃纳省，该省份为法国北部内陆省份，北起北部省，西接索姆省和瓦兹省，东临阿登省和马恩省，西南至塞纳-马恩省，东北部与比利时接壤。
与诺鲁瓦接壤的市镇（或旧市镇、城区）包括：贝朗格利斯、贝利库尔、埃斯特雷、古伊、容库尔、马福拉福斯。

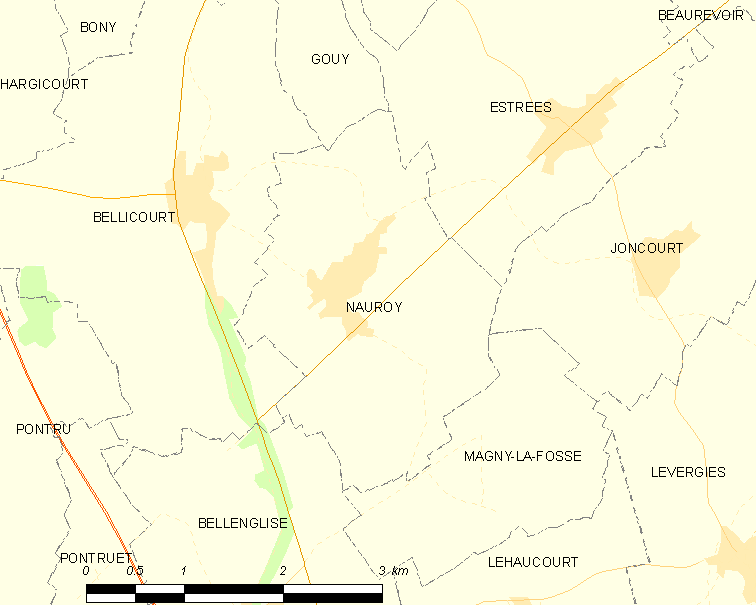
诺鲁瓦的OSM定位图

诺鲁瓦的时区为UTC+01:00、UTC+02:00（夏令时）。

## 行政
诺鲁瓦的邮政编码为02420，INSEE市镇编码为02539。

## 政治
诺鲁瓦所属的省级选区为博安昂韦尔芒多瓦县。

## 人口

1962-2008年间诺鲁瓦人口变化图示

诺鲁瓦于2022年1月1日时的人口数量为672人。